# Donacidae
Donacidae là một họ thân mềm hai mảnh vỏ trong bộ Veneroida.

## Chi
- Capsella
  - Capsella variegata
- Donax Linnaeus, 1758
- Iphigenia Schumacher, 1817
  - Iphigenia brasiliana (Lamarck, 1818)